# Kevin Gross
Kevin Frank Gross (né le 8 juin 1961 à Downey, Californie, États-Unis) est un ancien lanceur droitier de baseball. Il a joué dans les Ligues majeures pour cinq équipes, de 1983 à 1997.
Kevin Gross a lancé un match sans point ni coup sûr avec les Dodgers de Los Angeles le 17 août 1992 contre San Francisco.

## Carrière
L'imposant lanceur droitier de 1,96 m est un choix de première ronde (11e joueur sélectionné au total) des Phillies de Philadelphie en 1981. Il a fait ses débuts dans les Ligues majeures le 25 juin 1983.
Il a évolué pour les Phillies de Philadelphie (1983-1988), les Expos de Montréal (1989-1990), les Dodgers de Los Angeles (1991-1994), les Rangers du Texas (1995-1996) et les Angels d'Anaheim (1997).
Le 10 août 1987, dans un match entre les Phillies et les Cubs de Chicago, Gross est surpris par l'arbitre avec du papier de verre dans son gant de baseball. Trouvé coupable d'avoir endommagé la balle pour modifier le mouvement de ses lancers, il est suspendu pour 10 parties.
Avec les Phillies, Gross connaît une saison de 15 victoires en 1985, puis deux campagnes de 12 victoires. Il est invité au match des étoiles en 1988.
Le 6 décembre 1988, Philadelphie l'échange à Montréal contre les lanceurs Jeff Parrett et Floyd Youmans.
Le 17 août 1992, alors qu'il lance pour les Dodgers de Los Angeles, Kevin Gross réussit un match sans point ni coup sûr dans une victoire de 2-0 sur les Giants de San Francisco.
En carrière, Kevin Gross a lancé 2487 manches et deux tiers en 474 parties, dont 368 comme lanceur partant. Sa fiche victoires-défaites est de 142-158 avec 1727 retraits sur des prises et une moyenne de points mérités de 4,11.